# Kevin Primeau
Kevin Primeau (Edmonton, 1955. január 3. –) kanadai válogatott jégkorongozó, edző.

## Pályafutása

### Játékosként
Primeau 1955-ben született a kanadai Edmontonban. 1974 és 1978 között a University of Alberta jégkorongozója volt. 1978 és 1980 között Svájcban jégkorongozott. 1980-ban a Vancouver Canuckssal két mérkőzésen szerepelt az NHL-ben. 1981-ben visszatért Svájcba, 1984-ben hagyott fel játékosi karrierjével. Tagja volt az 1980-as téli olimpián hatodik helyen végzett kanadai csapatnak.

### Edzőként
2010 és 2013 között a Fehérvár AV19, vele párhuzamosan 2011 és 2012 között ő volt a magyar válogatott szövetségi kapitánya.

## Fordítás
- Ez a szócikk részben vagy egészben  a   Kevin Primeau című angol Wikipédia-szócikk fordításán alapul.  Az eredeti cikk szerkesztőit annak laptörténete sorolja fel. Ez a jelzés csupán a megfogalmazás eredetét és a szerzői jogokat jelzi, nem szolgál a cikkben szereplő információk forrásmegjelöléseként.